# Анри Кудро
Анри Анатол Кудро (на френски: Henri Anatole Coudreau) е френски географ, професор, изследовател на Гвианската планинска земя.

## Ранни години (1859 – 1882)
Роден е на 6 май 1859 година в Сонакс, департамент Шарант Маритим, Франция. По настояване на семейството му записва да учи право, но скоро напуска и става моряк на търговски кораб. След завръщането си от първото пътуване завършва география със степен бакалавър и започва работа като учител по география в Клермон Феран. Скоро и тази дейност му омръзва и през 1881 заминава като преподавател за Кайен, Френска Гвиана. И тук обаче не се задоволява с преподаване на география на учениците и се отдава изцяло на изследователска дейност.

## Изследователска дейност (1883 – 1899)
От 1883 до смъртта си през 1899 обикаля, изследва и картира огромни територии в Гвианската планинска земя и долния басейн на Амазонка на територията на Бразилия.
През 1883 – 1885 изследва югоизточната част на Гвианската планинска земя, хребета Серра Акари от река Рио Бранко до горното течение на река Тромбетас, при което открива няколко десни притока, в т.ч. река Кафуини.
През 1889 изследва цялото течение на река Тромбетас (760 км).
През 1895 – 1896 се изкачва по река Тапажос (1992 км, десен приток на Амазонка) до съставяшите я реки Журуена и Телис-Пирис (Сан Мануел) и по Журуена до водопада Аугусту.
През 1896 се изкачва по река Шингу (1980 км, десен приток на Амазонка) до 8º 38` ю.ш.
През 1896 – 1897 се изкачва по река Токантинс (десен приток на Амазонка) и по левия ѝ приток Арагуая (2630 км).
През 1898 изследва междуречието на реките Арагуая и Шингу.
През 1899 изследва река Нямунда (ляв приток на Амазонка) и басейна на река Тромбетас, но на 10 ноември умира от жълта треска на брега на реката на 39-годишна възраст.

## Съчинения
- „La Franse équinoxiale“, v.1 – 2 et atlas, Paris, 1887.
- „Le Français en Amasonie“, Paris, 1887.
- „Ches nos Indiens“, Paris, 1893.
- „Voyage au Tapajoz, au Xingú, au Tocantins-Araguaya“, Paris, 1897.
- „Voyage entre Tocantins et Xingú, au Gamunda“, Paris, 1899.